# Mit Mantel und Degen
Mit Mantel und Degen (französisch De cape et de crocs) ist eine frankobelgische Abenteuer- und Fantasycomicserie, die von Alain Ayroles geschrieben und Jean-Luc Masbou gezeichnet wurde. Die Hauptfiguren der Serie sind anthropomorphe Tiere. Es gibt zahlreiche Bezüge zur klassischen Literatur, dem Theater und historischen Ereignissen des 17. Jahrhunderts.

## Inhalt
Zwei Edelmänner, Don Lope de Villalobos (ein Wolf) und Don Armando de Maupertuis (ein Fuchs), bieten dem reichen Kaufmann Cénile ihre Hilfe an, da sein Sohn entführt wurde. Während ihres Befreiungsversuchs erfahren sie von einem sagenumwobenen Schatz. Schließlich führen ihre Abenteuer die beiden bis an den Rand der bekannten Welt und später noch auf den bewohnten Mond.

## Veröffentlichung
Die Originalausgabe wurde in Frankreich zwischen 1995 und 2016 beim Verlag Delcourt veröffentlicht. Von 2008 bis 2013 erschien eine dreiteilige Sammelband-Reihe bei France Loisirs mit den ersten zehn Alben. Von 2010 bis 2017 erschien die vollständige Geschichte in sechs Sammelbänden mit jeweils zwei Geschichten bei Delcourt. In Deutschland erfolgte die Veröffentlichung ab 1997 zunächst bei Carlsen und wurde dort mit Herausgabe des 10. Bandes beendet. Eine Neuauflage in sechs Doppelbänden inklusive der Abschlussgeschichten erfolgte bei Finix Comics zwischen 2018 und 2020. Die Reihe wurde auch ins Niederländische übersetzt.

## Alben
1. Das Geheimnis der Janitscharen. Carlsen Comics 1997, ISBN 3-551-72971-9.
  - Le Secret du janissaire. Delcourt 1995, ISBN 978-2-84055-059-4.
2. Unter schwarzer Flagge. Carlsen Comics 1997, ISBN 3-551-72972-7.
  - Pavillon noir!. Delcourt 1997, ISBN 978-2-84055-143-0.
3. Archipel des Schreckens. Carlsen Comics 1999, ISBN 3-551-72973-5.
  - L'Archipel du danger. Delcourt 1998, ISBN 978-2-84055-236-9.
4. Die Geheimnisse der Tangerineninseln. Carlsen 2000, ISBN 3-551-72974-3.
  - Le Mystère de l'île étrange. Delcourt 2000, ISBN 978-2-84055-335-9.
5. Johann ohne Mond. Carlsen Comics 2003, ISBN 3-551-72975-1.
  - Jean Sans Lune. Delcourt 2002, ISBN 978-2-84055-578-0.
6. Luna Incognita. Carlsen Comics 2004, ISBN 3-551-72976-X.
  - Luna incognita. Delcourt 2004, ISBN 978-2-84789-112-6.
7. Der Chimärenjäger. Carlsen Comics 2006, ISBN 978-3-551-72977-4.
  - Chasseurs de chimères. Delcourt 2006, ISBN 978-2-84789-925-2.
8. Der Fechtmeister. Carlsen Comics 2009, ISBN 978-3-551-72978-1.
  - Le maitre d'armes. Delcourt 2007, ISBN 978-2-7560-0318-4.
9. Launen des Schicksals. Carlsen Comics 2011, ISBN 978-3-551-72979-8.
  - Revers de fortune. Delcourt 2009, ISBN  	978-2-7560-0835-6.
10. Zurück zur Erde. Carlsen Comics 2013, ISBN 978-3-551-72980-4.
  - De la lune a la terre. Delcourt 2012, ISBN 978-2-7560-1996-3.
11. Zwanzig Monate zuvor. Finix Comics 2018, in Akt XI & XII, ISBN 978-3-945270-90-5.
  - Vingt mois avant. Delcourt 2014, ISBN 978-2-7560-4036-3.
12. Wenn du es nicht bist...  Finix Comics 2018, in Akt XI & XII, ISBN 978-3-945270-90-5.
  - Si ce n'est toi...  Delcourt 2016, ISBN 978-2-7560-6475-8.

## Adaptionen
Bisher wurde Mit Mantel und Degen in Frankreich zweimal für das Theater adaptiert. Das Stück Le Médecin imaginaire wurde ebenfalls von Alain Ayroles und Jean-Luc Masbou geschaffen und erstmals 2002 im Theater Montansier in Versailles aufgeführt. Der Akt stellt eine Erweiterung zu den Comicalben dar; in einer Szene treten die beiden Protagonisten aus Mantel und Degen auf. Basierend auf der Comicreihe setzte die Theatergruppe „Compagnie des Masques“ die zwei Inszenierungen Le Trésor des îles Tangerines und De Capes et de Crocs, l'Expérience um.
Zwischen 2017 und 2019 realisierte der französische Radiosender RDWA Mit Mantel und Degen als Hörspiel. Zu den beiden ersten Comicalben Das Geheimnis der Janitscharen und Unter schwarzer Flagge entstanden jeweils zwei Edisoden mit etwa 30 Minuten Länge.